# Апостольский нунций в Турине
Апостольская нунциатура в Турине или Апостольская нунциатура в Савойском герцогстве или Апостольская нунциатура в Сардинском королевстве — бывший церковно-дипломатический пост Святого Престола, представлявший интересы Папства, сначала, в Савойском герцогстве, а затем, в Сардинском королевстве. Штаб-квартира находилась в Турине, столице савойского государства. Апостольской нунциатурой управлял дипломат, названный «апостольским нунцием в Турине», который имел ранг посла.

## История
Апостольская нунциатура в Турине была официально основана Папой Пием IV 1 июля 1560 года бреве «Cupientes». Первым апостольским нунцием был Франсуа де Бошо (1560—1573), епископ Женевский, хотя послы были в Пьемонте уже почти столетие.
Апостольская нунциатура была создана в связи с завершающей работой Тридентского собора и, как таковая, в основном выполняла роль обеспечения присутствия местных епископов на соборах и впоследствии оставалась местом пребывания посольства Святого Престола при герцогах Савойских, а также стала пламенным центром действий инквизиции против вальденсов и кальвинистов, с которыми граничило Савойское государство.
Разногласия по поводу повышения апостольской нунциатуры в Турине возникли во времена Карла Эммануила III Савойского, когда последний оказывал давление на Папу Бенедикта XIV, чтобы дать тогдашнему апостольскому нунцию Людовико Мерлини звание кардинала, как это было в использовании другими представителями при европейских дворах для того чтобы придать большее значение туринской нунциатуре. В ответ на реакцию понтифика Карла Эммануила III закрыл апостольскую нунциатуру, которая была вновь открыта Григорием XVI вместе с волей Карла Альберта Савойского 18 января 1839 года. За прошедший период были назначены официалы со значением послов.
Последний апостольский нунций в Турине умер в 1850 году, и с тех пор ни один посол Святого Престола не был назначен на эту должность, даже после Рисорджименто и завоевания Рима, которые обострили трения между Пьемонтом и Папским государством. В 1856 году, чтобы временно компенсировать отсутствие нунция, был назначен про-нунций в лице Гаэтано Тортоне, после смерти которого в 1891 году весь архив нунциатуры был передан в Ватикан.

## Список апостольских нунций

### XVI век
- Франсуа де Бошо — (3 июня 1560 — 1 июля 1568, до смерти);
- Винченцо Лауро — (23 ноября 1568 — 1 июня 1573 — назначен апостольским нунцием в Польше);
- Джироламо Федеричи — (15 июня 1573 — 29 июня 1577);
- Оттавио Сантакроче — (29 июня 1577 — 15 сентября 1580);
- Винченцо Лауро — (15 сентября 1580 — 10 мая 1585 — во второй раз);
- Джанамброджио Фиески — (10 мая 1585 — январь 1586, до смерти);
- Джулио Оттинелли — (12 февраля 1586 — 13 ноября 1592 подал в отставку)
- Марчелло Аквавива — (13 сентября 1592 — 1 апреля 1595 года подал в отставку)
- Джулио Чезаре Риккарди — (1 апреля 1595 — 2 августа 1601).

### XVII век
- Коррадо Тартарини — (2 августа 1601 — 13 февраля 1602, до смерти);
- Паоло Толоза, C.R. — (30 мая 1602 — 12 июня 1606, в отставке);
- Пьетро Франческо Коста — (12 июня 1606 — 23 марта 1624, в отставке);
- Лоренцо Кампеджи — (23 марта 1624 — 3 июля 1627, в отставке);
- Луиджи Галли — (3 июля 1627 — 11 октября 1629, в отставке);
- Алессандро Кастракани — (11 октября 1629 — 30 июля 1634, в отставке);
- Фаусто Каффарелли — (30 июля 1634 — 4 мая 1641, в отставке);
- Гаспаро Чеккинелли — (4 мая 1641 — апрель 1644, в отставке);
- Джованни Баттиста Ланди — (16 апреля 1644 — 29 июля 1646, до смерти);
- Алессандро Крешенци, C.R.S. — (16 ноября 1646 — 30 декабря 1658);
- Карло Роберти — (24 декабря 1658 — 28 апреля 1664 — назначен апостольским нунцием во Франции);
- Никколо Пьетро Браджеллини — (4 июля 1665 — 11 февраля 1668 — назначен апостольским нунцием во Франции);
- Анджело Мария Рануцци — (30 июня 1668 — 13 мая 1671 — назначен апостольским нунцием в Польше);
- Марчелло Дураццо — (17 июня 1671 — 12 августа 1672, в отставке);
- Фабрицио Спада — (12 августа 1672 — 3 января 1674 — назначен апостольским нунцием во Франции);
- Пьетро Альберини — (10 марта 1674 — ноябрь 1675, в отставке);
- Джузеппе Мости — (20 февраля 1676 — 12 февраля 1690 — назначен апостольским нунцием в Испании);
- Фердинандо Строцца — (8 июня 1690 — 12 мая 1695, до смерти);
- Алессандро Сфорца — (24 июня 1695 — 8 апреля 1701, до смерти).

### XVIII век
- - Алессандро Франческо Кодебо — (апрель 1701 — 11 октября 1703 — интернунций);
  - Бернардино Гвиниджи — (11 октября 1703 — февраль 1707, в отставке — интернунций);
  - Раньеро Феличе Симонетти — (7 октября 1711 — 6 января 1717 — назначен апостольским нунцием в Неаполе — интернунций);
  - Джованни Карло Антонелли — (21 мая 1736 — 1739, в отставке — интернунций);
- Людовико Мерлини — (27 января 1741 — 27 декабря 1753, в отставке);
  - Эмидио Цуччи — (28 мая 1775 — сентябрь 1795, в отставке — интернунций);
  - Упразднение апостольской нунциатуры (1753—1839).

### XIX век
- - Антонио Тости — (25 апреля 1822 — 15 января 1829 — назначен клириком Апостольской Палаты — временный поверенный в делах);
  - Томмазо Паскуале Джицци — (5 января 1829 — 25 января 1835 — назначен интернунцием в Бельгии — временный поверенный в делах);
  - Амброджо Камподонико — (25 января 1835 — 1839 — временный поверенный в делах);
- Винченцо Масси — (12 ноября 1839 — 10 января 1841, до смерти);;
- Томмазо Паскуале Джицци — (июнь 1841 — 21 января 1844, возведён в кардиналы);
- Антонио Бенедетто Антонуччи — (29 июля 1844 — апрель 1850, в отставке);
  - Гаэтано Тортоне — (1856-1891), про-нунций.